# Schlacht bei Vauchamps
Frühjahrsfeldzug 1813
Lüneburg – Möckern – Halle – Großgörschen – Gersdorf – Bautzen – Reichenbach – Nettelnburg – Haynau – Halberstadt – Luckau
Herbstfeldzug 1813

Großbeeren – Katzbach – Dresden – Hagelberg – Kulm – Dennewitz – Göhrde – Altenburg – Wittenberg – Wartenburg – Liebertwolkwitz – Leipzig – Torgau – Hanau – Hochheim – Danzig
Winterfeldzug 1814

Épinal – Colombey – Brienne – La Rothière – Champaubert – Montmirail – Château-Thierry – Vauchamps – Mormant – Montereau – Bar-sur-Aube – Soissons – Craonne – Laon – Reims – Arcis-sur-Aube – Fère-Champenoise – Saint-Dizier – Claye –  Paris
Sommerfeldzug von 1815

Quatre-Bras – Ligny – Waterloo – Wavre – Paris
Die Schlacht bei Vauchamps war eine Schlacht des Sechs-Tage-Feldzuges der Befreiungskriege. Sie wird auch häufig Schlacht bei Vauchamps und Étoges genannt.
Die Schlacht fand am 14. Februar 1814 zwischen den Orten Vauchamps  und Étoges in Frankreich statt. Sie wurde ausgetragen zwischen einer französischen Armee unter dem Kommando Napoleons und einem Kontingent der Schlesischen Armee, bestehend aus einem russischen Korps unter General Kapzewitsch und einem preußischen Korps unter General Kleist, die unter dem gemeinsamen Oberkommando von Feldmarschall Blücher standen, der der Schlacht beiwohnte. Das Ergebnis war der Rückzug der Koalitionstruppen bis Châlons-en-Champagne. Die Koalitionstruppen erlitten hohe Verluste, die napoleonischen Truppen nur geringe.

## Vorgeschichte

### Bewegungen der napoleonischen Truppen
Am 12. Februar 1814 hatte Napoleon die beiden Korps der Schlesischen Armee unter General Sacken und General Yorck in der Schlacht von Château-Thierry zum Rückzug nach Norden auf Reims gezwungen und beiden Korps schwere Verluste zugefügt.
Am 13. Februar 1814 ließ Napoleon bis zum Nachmittag die zerstörte Brücke über die Marne in Château-Thierry wiederherstellen und eine weitere Schiffsbrücke erstellen. Dann sandte er seinen Marschall Mortier mit zwei Kavallerie-Divisionen und einer Infanterie-Division den abziehenden Koalitionstruppen nach.
Napoleon selbst und der Rest seiner Truppen setzen nicht über die Marne, denn Napoleon hatte von seinem Marschall Marmont Meldung über die Bewegungen der restlichen Korps der Schlesischen Armee unter Blücher erhalten, die ihn dazu bewogen, auf der Straße nach Montmirail dorthin zurückzumarschieren.
Marmont war nach der Schlacht von Champaubert am 10. Februar 1814 zunächst bei Champaubert zurückgeblieben, an den folgenden Tagen aber weiter nach Osten bis Étoges vorgegangen, das er zeitweise besetzt hatte.
Napoleon verlangte von seinen bei Château-Thierry südlich der Marne stehenden Truppen, noch in der Nacht vom 13. Februar 1814 auf den 14. Februar 1814 nach Montmirail zurückzugehen. Am Morgen des 14. Februar 1814 um 8:00 Uhr traf er mit dem Gros seiner Truppen wieder bei Montmirail ein und vereinigte sich mit seinen Truppen, die nach der Schlacht bei Montmirail am 11. Februar 1814 dort stehen geblieben waren.
Eine aus Spanien zurückkehrende Infanteriedivision, die in Sézanne eingetroffen war, wurde angewiesen, nach Norden auf Champaubert weiter zu marschieren. Sie kam jedoch für die Schlacht zu spät.

### Die Bewegungen der Koalitionstruppen unter Blücher
Am 12. Februar 1814 hatte Blücher seine Truppen bei Bergerés-les-Vertus ruhen lassen. Am 13. Februar 1814 trafen aus Châlons-en-Champagne noch zwei Kavallerie-Regimenter mit drei berittenen Batterien von der Mosel her kommend ein. Am selben Tage um 9:00 Uhr morgens ließ Blücher seine Truppen auf und neben der befestigten Straße nach Westen auf Étoges vorrücken. Die Vorhut des französischen Korps Marmont, die in Étoges lag, zog sich nach kurzem Geschützfeuer aus dem Ort weiter nach Westen zurück. Blücher ließ weiter vorrücken und erreichte im Laufe des Tages Champaubert, wo er biwakieren ließ. Er selbst verbrachte die Nacht in Champaubert.
Eine kleine preußische Einheit von 100 Reitern und 100 Infanteristen mit zwei Geschützen hatte an diesem Tage bereits Épernay nördlich von Champaubert an der Marne besetzt. Diese meldete von dort, dass das preußische Korps Yorck nördlich der Marne stände und Dormans, auf halbem Wege zwischen Épernay und Château-Thierry an der Marne gelegen, bereits von französischen Truppen besetzt sei. Darüber hinaus wurde Blücher die Besorgnis erregende Beobachtung gemeldet, dass die französische Bevölkerung an der Marne sich zum Widerstand gegen die Koalition bewaffne.
Eine berittene Einheit, die zur Aufklärung in einem Seitental der Marne (Tal des Surmelin) bis Condé-en-Brie, 16 km vor Château-Thierry gekommen war, berichtete ähnliches, insbesondere, dass Château-Thierry und seine Umgebung in französischer Hand seien.
Von den Generalen Yorck und Sacken hatte Blücher noch keine Meldung erhalten. Diesen war es nicht gelungen, Kuriere durchzubringen.
Warum Blücher sich bei diesem Kenntnisstand nicht dafür entschied, am 14. Februar nach Norden auf Épernay abzurücken, sondern weiter nach Westen in ein verlustreiches, aussichtsloses Gefecht vorrückte, ist nicht bekannt. Weder er noch sein Generalstabschef Gneisenau haben sich je dazu geäußert.

## Die Topografie des Gefechtsfeldes

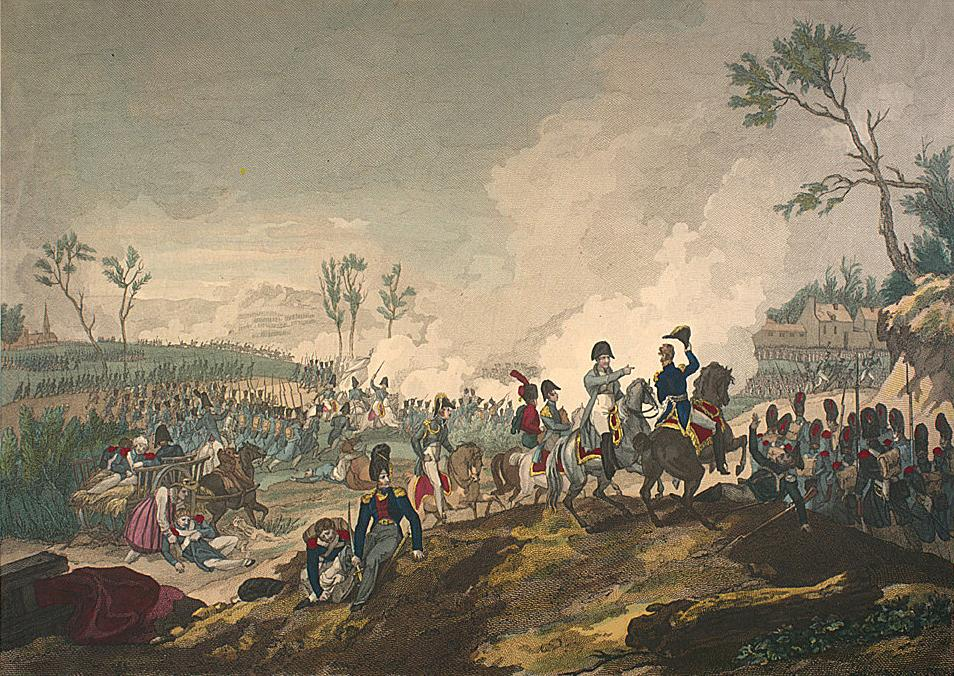
Schlacht während des 6-Tage-Feldzuges

Das Gefecht fand entlang der 18 Kilometer langen befestigten Straße von Vauchamp bis Étoges (heute D933) statt. Die ersten 12 Kilometer bis Champaubert verlaufen über überwiegend offenes flaches Land mit einigen Waldstücken. Im Süden fließt der Petit Morin. In diesem Abschnitt sind die Dörfer Janvilliers, 3 Kilometer östlich von Vauchamps und etwas nördlich der Straße gelegen, und Frommentieres 6,6 Kilometer östlich von Vauchamps direkt an der Straße gelegen.
Östlich von Champaubert tritt der Wald von Étoges von Norden an die Straße heran. Am Waldrand liegen zwei Seen (Étang des Grands Grès). Östlich des Waldes liegt Étoges, 12 km weiter befindet sich Bergerés-les-Vertus.
Am Tage der Schlacht war der Boden zu beiden Seiten der Straße tiefgründig aufgeweicht. Geschütze konnten deswegen nur auf der Straße transportiert werden.
Westlich von Vauchamps steigt das Gelände an und bildet einen Rücken, der von Osten aus nicht übersehen werden kann. Hinter diesem Rücken hatte Napoleon seine Truppen in Stellung gebracht.

## Die Stellung der Truppen bei Eröffnung des Gefechtes

### Die Stellungen der Koalitionstruppen
Um 6:30 Uhr ließ Blücher seine Vorhut unter General Zieten von Champaubert nach Westen vorrücken. Die Vorhut bestand aus 5 Bataillonen, 2 Batterien, 3 Kavallerie-Regimenter, die nicht in voller Mannstärke besetzt waren, und 2 Kompanien als Scharfschützen ausgebildeter Jäger. Insgesamt waren es 2000 Mann und 700 Pferde.
Um 7:30 Uhr folgte eine russische Infanterieeinheit von 3000 Mann als Nachtrab (Soutien).
Erst um 9:30 Uhr folgte das Gros mit Blücher selbst. Der Abstand zwischen den Truppenteilen war ungewöhnlich groß. Zu groß, als dass sich diese bei Eröffnung der Schlacht noch hätten gegenseitig unterstützen können.
Blücher verfügte insgesamt über 15.500 Mann Infanterie, also mehr als Napoleon, aber nur 1400 Kavalleristen. Von diesen hatte Napoleon die fünf- bis sechsfache Zahl zu seiner Verfügung.
Um 9:00 Uhr erreichte Blüchers Vorhut unter General Zieten das Dorf Vauchamps, ohne die Masse der vor ihm liegenden französischen Truppen zu sehen. Er konnte Vauchamps gegen geringfügigen französischen Widerstand besetzen und ging noch darüber hinaus. Dort brachte er seine Geschütze in Stellung, als die französischen Truppen nicht weiter zurückwichen. Ein schwaches Kavallerie-Regiment stand nördlich der Straße, die beiden anderen südlich.
Der russische Nachtrab war eine Stunde, das Gros drei Stunden zurück.

### Die Stellung der napoleonischen Truppen
Napoleon hatte Marschall Marmont die Anweisung gegeben, bei geringem Widerstand bis hinter Vauchamps zurückzugehen, dort aber vor dem Gros der französischen Truppen Stellung zu nehmen.
Napoleon hatte seine Truppen am Morgen weiter von Montmirail nach Osten auf das 6 km entfernte Vauchamps geführt, sie bei Eintreffen daselbst aber verdeckt in Stellung gehen lassen. Er verfügte um 9:00 Uhr zwischen Vauchamps und Montmirail über 14.000 Mann Infanterie und 8000 Reiter. Seine Kavallerie hatte er geteilt:
- das Kavallerie-Korps unter Marschall Grouchy – wenigstens 4.000 Mann stark – operierte nördlich der Straße,
- die Garde-Kavallerie unter Nansouty – wenigstens 3.000 Mann stark – operierte südlich der Straße,
- die 4 Leib-Schwadronen standen bei Napoleon selbst.

## Der Gefechtsverlauf

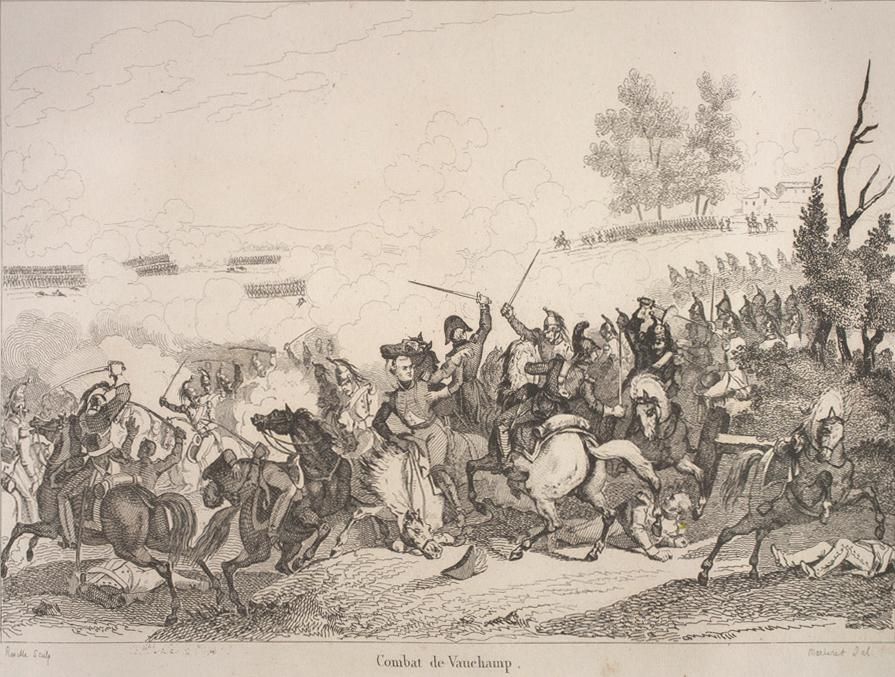
Schlacht bei Vauchamps

### Der Verlust der Vorhut der Koalitionstruppen
General Zieten ließ seine Batterien das Feuer auf die hinter Vauchamps aufgestellten französischen Truppen des Korps Marmont eröffnen. Diese griffen aber zunächst nicht an, da Napoleon abwartete, bis seine Kavallerie das Dorf Vauchamps vollständig umgangen und eingeschlossen hatte.
Eine von Zieten abgesandte kleine Einheit, die das 5 km weiter nördlich und höher gelegene Dorf Corrobert erreicht hatte, kehrte teilweise nach Vauchamps zurück und berichtete von großen Reitermassen, die sich im Norden nach Osten bewegten. Hierauf sandte Zieten Kuriere an Blücher und bat um die gesamte verfügbare Kavallerie. Diese stand aber noch hinter dem Gros und, obwohl sie sofort nach Westen beordert wurde, kam sie zu spät, um noch wesentliche Unterstützung zu leisten. Darüber hinaus war ihre Stärke hierzu viel zu gering.
Um die Mittagszeit gab Napoleon den Befehl zum Angriff auf Vauchamps, das zuerst von der französischen Division Ricard genommen wurde. Noch einmal gelang es Zietens Truppen, in das Dorf einzudringen, wo ihnen die Häuser Schutz boten, dann wurden sie von der Übermacht der französischen Truppen vertrieben und mussten über das freie Gelände nach Osten fliehen. Dies war die Situation, die Napoleon hatte herbeiführen wollen: Die Massen seiner Kavallerie griffen an, die wenigen preußischen Reiter wurden vertrieben und die ungeordnet zurückgehenden Infanteristen niedergemacht oder gefangen genommen. Von den 5 Infanterie-Bataillonen Zietens konnten noch 530 Mann den Schutz des russischen Nachtrabs erreichen. Nur den beiden Jägerkompanien gelang es, sich geordnet mit aufgesetztem Hirschfänger zur Wehr zu setzen und so ohne große Verluste zurückzugehen. In ihrer Mitte brachten sie General Zieten mit zurück.
Die 5 russischen Bataillone des Nachtrabs waren entfernt stehende Zeugen des Untergangs der Vorhut geworden und brachten sich, da auch sie keinen Kavallerie-Schutz hatten, im Dorf Janvilliers in Sicherheit. Bis 13:00 Uhr hatte auch das Gros bis dorthin aufgeschlossen.

### Der Rückzug der Koalitionstruppen bis Champaubert
Blücher überzeugte sich selbst von der Stärke der französischen Kavallerie-Truppen, gegen die ihm keine erfolgreiche Gegenwehr möglich war. Von einem französischen Offizier, der von Kosaken gefangen genommen worden war, erfuhr er zum ersten Mal von den Gefechten am 12. und 13. Februar 1814, ihrem Ausgang und dem Verbleib der Korps von Sacken und Yorck. Daraufhin ordnete er um 14:00 Uhr den Rückzug seiner Truppen an, zunächst bis Champaubert, dann – wenn möglich – in den schützenden Wald von Étoges.
Ein einzelnes preußisches Bataillon, das ein einzelnes Gehöft westlich von Janvilliers besetzt hatte, erreichte der Rückzugsbefehl nicht. Die Preußen verschanzten sich in dem Gehöft, bis ihnen die Munition ausging. Dann kam eine Einheit der Alten Garde vorbei, sprengte die Tore und machte zusammen mit polnischen Ulanen drinnen alles nieder, was sich noch bewegte. Keiner der Preußen, die noch in Gefangenschaft gingen, war unverletzt. Dies war das sechste Bataillon, das Blücher verlor.
Zunächst sandte Blücher seine schweren Geschütze auf der befestigten Straße zurück nach Osten, nur gedeckt von den zwei bereits bewährten Jäger-Kompanien. Dann marschierte die Infanterie zurück: Das preußische Korps Kleist nördlich neben der Straße, das russische Korps Kapzewitsch südlich der Straße. Auf der Straße bewegten sich die Geschütze, möglichst auf Lücke zu den marschierenden Truppen, und alle Stäbe mit Blücher an der Spitze. Die Kavallerie agierte zu beiden Seiten.
Napoleon beauftragte General Grouchy, die Koalitionstruppen im Norden zu umgehen, und ihnen den Zugang zum Wald von Étoges und den weiteren Rückzug zu verlegen. Um für diese Aktion Zeit zu gewinnen, beauftragte er die Gardekavallerie unter General Nansouty, die Koalitionstruppen von Süden her wieder und wieder anzugreifen, um ihren Rückzug zu behindern. Nansouty tat wie befohlen und griff das russische Korps Kapzewitsch auf den neun Kilometern bis Champaubert fünfmal mit seinem gesamten Kontingent von 3000 Reitern an, und mehrere Male mit Teilen seiner Reiterei. Die Russen mussten sich bei jedem Angriff wieder in Karrees formieren, weshalb sie bereits im Schachbrettmuster (en échiquier) marschierten. Bei keinem seiner Angriffe gelang es Nansouty, eines der russischen Karrees zu sprengen.
Die Koalitionstruppen erreichten und passierten Champaubert. Blücher ordnete persönlich ein oder zwei Bataillone ab, die Champaubert gegen die langsam nachrückenden französischen Truppen halten sollten. Allein auf sich gestellt gegen die napoleonische Übermacht und ohne Verbindung zum Gros gingen diese Bataillone beim folgenden Ansturm der französischen Truppen auf Champaubert unter. Flüchtende holten die Reiter der französischen Gardekavallerie ein; nur 20 Mann konnten sich noch nach Étoges durchschlagen.

### Der Rückzug der Koalitionstruppen bis in den Wald von Étoges

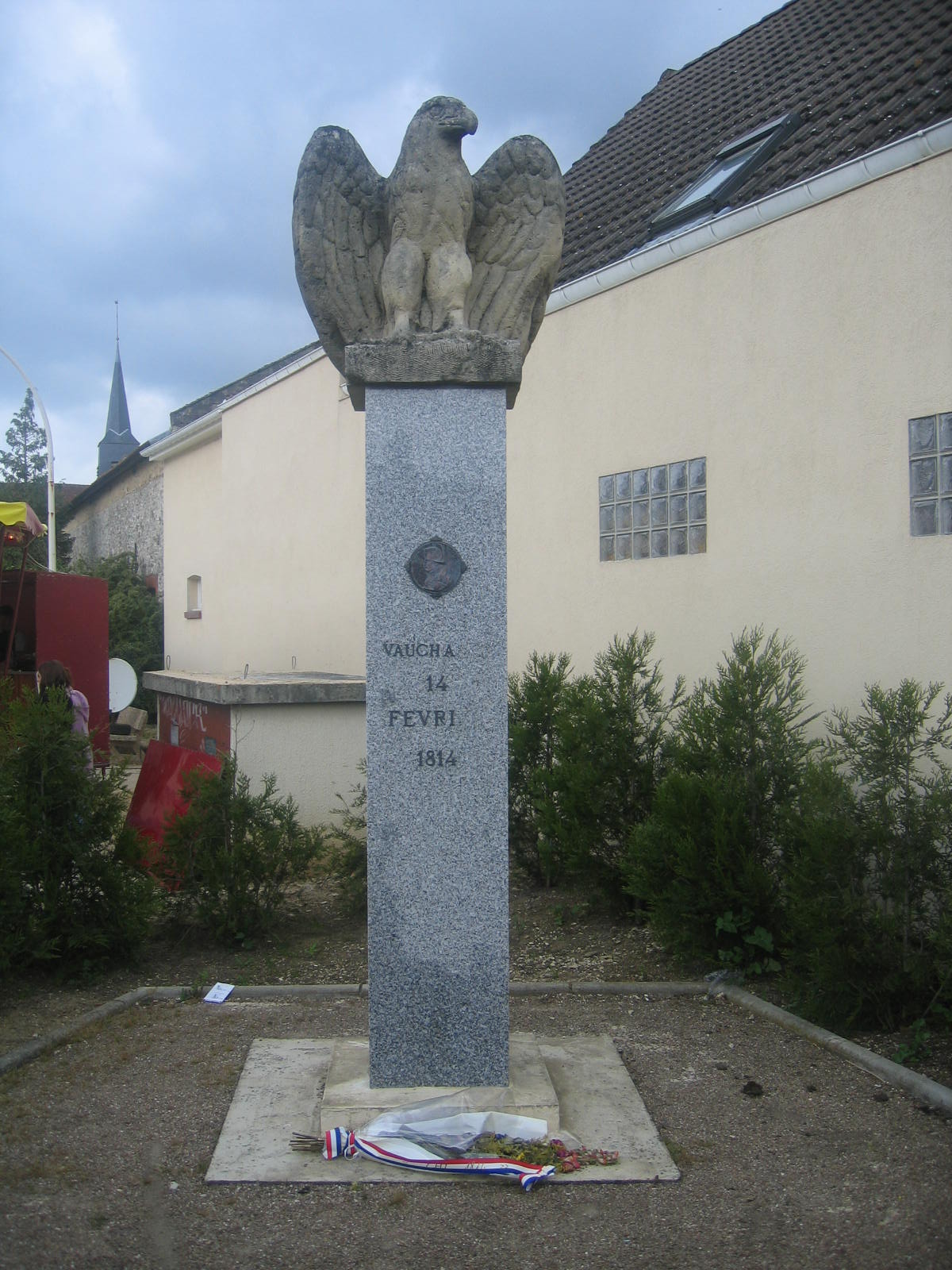
Gedenkstein in Vauchamps

Von Champaubert bis zum Wald von Étoges waren es keine 1500 Meter, aber davor hatten sich in einem weiten Bogen von Norden bis über die Straße nach Süden hinaus die 4000 Reiter Grouchys – in vier Treffen gestaffelt – positioniert. Diese hatten allerdings keine Geschütze bei sich, da es in dem aufgeweichten, tiefgründigen Gelände nicht möglich gewesen war, berittene Artillerie mitzuführen. Nachdem die Koalitionstruppen Champaubert hinter sich gelassen hatten, schloss weiter französische Kavallerie von Westen auf und verlegte den Rückzug auch auf Champaubert.
Die französische Kavallerie griff in der Dämmerung des Tages mehrmals in Folge nördlich der Straße und auf der Straße an. Das preußische Korps Kleist wehrte alle Angriffe, langsam auf den Wald vorrückend, von russischen Geschützen unterstützt, in Karrees formiert ab; erlitt dabei aber hohe Verluste. Bei einem der Angriffe gelang es den französischen Reitern zwischen den preußischen Bataillonen durchzubrechen und die Straße einzunehmen. Dabei gerieten Blücher selbst und sein Stab in Gefahr. Einer seiner Adjutanten fiel.
Als die Preußen den Wald erreichten, konnten sie zu ihrem Vorteil feststellen, dass der Waldsaum nicht von Franzosen besetzt war. Die beiden vorausgesandten Jäger-Kompanien standen hier und hatten verhindert, dass abgesessene französische Kavallerie eindringen konnte.
Nach den Preußen konnten sich die Russen in den Wald flüchten und alle zogen sich in einiger Unordnung bis Étoges zurück. Die französische Kavallerie konnte nicht mehr folgen.

### Das Gefecht in der Nacht und weiterer Rückzug bis Châlons
Die Koalitionstruppen wurden angewiesen, noch in der Nacht bis Bergerès-lès-Vertus zurückzugehen. Eine Nachhut russischer Truppen sollte noch in Étoges stehen bleiben. In der Dunkelheit drangen französische Truppen des Marschall Marmont teilweise auf Nebenwegen in Étoges ein und fielen ohne einen Schuss abzufeuern mit dem Bajonett über die Russen her, die in Panik aus dem Ort flohen. Erst östlich Étoges konnten Preußen und Russen eine Abwehr organisieren. Bei diesem Nachtgefecht erlitten die Russen ihre größten Verluste.

## Die Tage danach
Blücher ließ seine Truppen am 15. Februar 1814 von Bergères-lès-Vertus nach Châlons-en-Champagne, das 40 km entfernt ist, marschieren. Die ersten trafen dort am Abend des 15. Februar 1814 ein und überschritten die Marne, denn Châlons-en-Champagne liegt am Nordufer des Flusses. Es wurden ausgesuchte Wachen aufgestellt zum Schutze der Champagner-Keller der Stadt. Teilweise mussten die Truppen außerhalb der Stadt biwakieren, denn die Haltung der Bevölkerung war zunehmend feindselig geworden. Die Versorgung von Menschen und Tieren wurde in der winterlichen Zeit immer schwieriger, zumal in dieser Stadt schon zuvor napoleonische als auch Koalitionstruppen gelegen hatten, die sich aus ihren Magazinen versorgt hatten.
Am 16. Februar 1814 ordnete Blücher an, dass sich auch die beiden Korps unter Sacken und Yorck nach Châlons-en-Champagne begeben sollten, was in den folgenden Tagen geschah.
Blücher und seine Schlesische Armee hatten in den fünf Tagen vom 10. bis 14. Februar 1814 16.000 Mann, also 20 Prozent ihrer Mannschaftsstärke verloren.
Napoleon kehrte noch in der Nacht vom 14. auf den 15. Februar 1814 nach Montmirail zurück. Am 15. Februar 1814 ließ er alle seine Truppen bis auf das Korps Marmont dorthin zurückgehen und sich sammeln. Das Korps Marmont blieb bis auf weiteres in der Stärke von zwei Infanterie- und einer Kavallerie-Division zunächst bei Bergerès-lès-Vertus, später bei Étoges stehen.
Napoleon verfolgte Blücher und seine Korps nicht weiter, sondern wandte sich nach Süden gegen die Böhmische Armee.

## Trivia
Die Straße, die von Westen nach Vauchamps hineinführt (D933) heißt heute noch Rue de l'Empereur. Andere Straßen heißen Rue de Victoire, Rue de la Canonnade oder Rue de Garde.